# Nordisk.nu
Nordisk.nu er en portal for nordisk identitet, kultur og tradition. Den blev lanceret den 18. april 2007. Sitet funger som et debatforum, hvor der også er spil, musik, billedgallerier og blogs. Siden starten er det gået hurtigt frem, idet antallet af brugere den 24. maj 2008 passerede 12000. Det er primært en svensk portal, men der er også udenlandske underfora, hvor der også er en del danske brugere.

## Kritik
Nordisk.nu er blevet kritiseret for at være et højreekstremt forum og ligefrem at være et nazistisk forum.

## Eksterne links
- Nordisk.nu